# Alfa Romeo Tonale
Alfa Romeo Tonale este un crossover comercializat de producătorul italian de automobile Alfa Romeo, o marcă a Stellantis. Este considerat a fi un SUV crossover compact din segmentul C.